# Domenico Pozzovivo
Domenico Pozzovivo (* 30. November 1982 in Policoro) ist ein ehemaliger italienischer Radrennfahrer. Mit 18 Starts hält er gemeinsam mit Wladimiro Panizza den Rekord beim Giro d’Italia.

## Sportlicher Werdegang
Bereits als Junior zeigte Domenico Pozzovivo mit mehreren guten Resultaten auf. Im Alter von 21 Jahren gewann er im Jahr 2004 eine Etappe des Giro del Friuli Venezia Giulia, ehe auf dem Podium der beiden Nachwuchsrundfahrten des Giro Ciclistico d’Italia und Giro della Valle d’Aosta stand. Am Ende der Saison 2004 verpasst er als Vierter nur knapp eine Medaille im U23-Rennen der Straßenradsport-Weltmeisterschaften von Verona.
Im Jahr 2005 erhielt er einen Vertrag bei dem italienischen UCI Professional Continental Team Ceramica Panaria-Navigare und bestritt im selben Jahr mit dem Giro d’Italia seine erste Grand Tour. Er gab diese jedoch nach einem Sturz auf der 19. Etappe auf. Im Jahr 2006 zog er sich bei einem Sturz im Rahmen des Giro del Trentino mehrere Rippenbrüche zu und verpasste den Großteil der Saison. Den Giro d’Italia 2007 beendete er auf dem 17. Gesamtrang, wobei er sich in der Nachwuchswertung nur dem Luxemburger Andy Schleck und dem Italiener Riccardo Riccò geschlagen geben musste. Ein Jahr später fuhr er im Alter von 25 Jahren erstmals in die Top 10 des Giro d’Italia und belegte bei einer Bergankunft am Passo Fedaia hinter seinem Teamkollegen Emanuele Sella den zweiten Etappenrang.

Im Jahr 2009 feierte er bei der Settimana Ciclistica Lombarda seinen ersten Etappensieg als Profi, ehe er im Jahr 2010 nach zwei Etappensiegen die Gesamtwertung der Brixia Tour gewann. Weiters war er in jenem Jahr bei einer Bergankunft des Giro del Trentino auf der Alpe di Pampeago erfolgreich. Nachdem er die Italien-Rundfahrt der Jahre 2010 und 2011 frühzeitig aufgab, gewann er beim Giro d’Italia 2012 erstmals eine Etappe, nachdem er sich im Schlussanstieg zum Lago Laceno als Solist absetzen konnte. Schlussendlich beendete er die Rundfahrt auf dem achten Gesamtrang und fuhr somit ein zweites Mal in die Top 10 einer Grand Tour. Weiter gewann er im Jahr 2012 den Giro del Trentino vor dem Italiener Damiano Cunego und sicherte sich einen Etappensieg bei der Slowenien-Rundfahrt, bei der er als Gesamtzweiter nur dem Slowenen Janez Brajkovič unterlag.

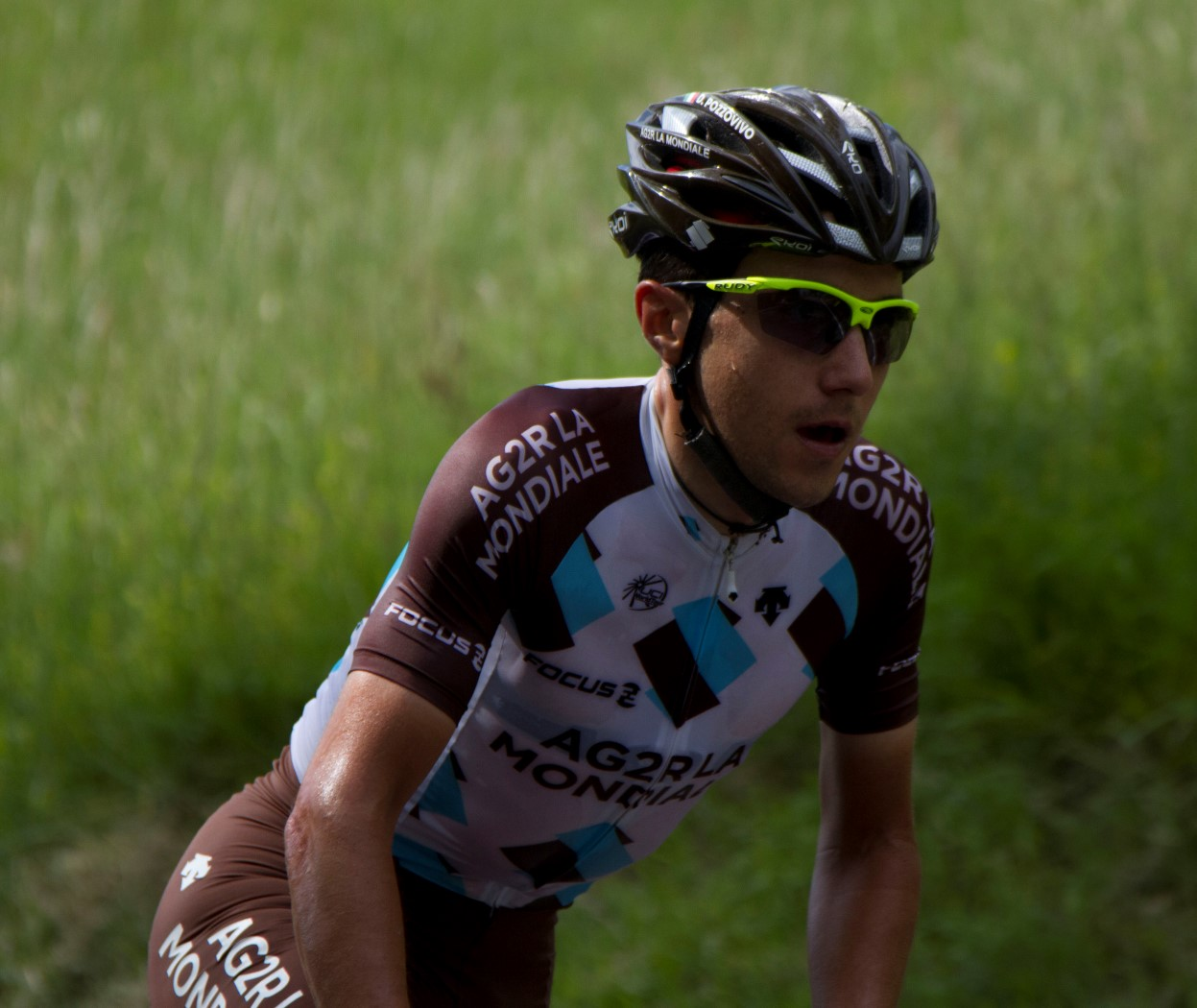
Pozzovivo beim Giro d’Italia 2014

Nach acht Jahren bei der Ceramica Panaria-Navigare Mannschaft (später CSF Group-Navigare und Colnago-CSF Inox) wechselte Domenico Pozzovivo im Jahr 2013 zum französischen UCI WorldTeam AG2R La Mondiale. Dort setzte er seine Entwicklung zum Grand Tour-Fahrer weiter fort und wurde in seiner ersten Saison Zehnter des Giro d’Italia und Sechster der Vuelta a España. In den nachfolgenden Jahren erzielte er zahlreiche Top 10 Resultate bei den einwöchigen Rundfahrten der UCI WorldTour und fuhr beim Giro d’Italia 2014 als Gesamtfünfter sein bis dahin bestes Ergebnis ein. Im Frühjahr der Saison 2015 gewann Domenico Pozzovivo jeweils eine Etappe der Katalonien-Rundfahrt und des Giro del Trentino, ehe er auf der 3. Etappe des Giro d’Italia 2015 in einer Abfahrt zu Sturz kam. Er wurde mit dem Hubschrauber in die Notaufnahme von Genua transportiert, wo er mit 27 Stichen im Gesicht genäht wurde und einen Tag lang auf der Intensivstation lag. Nach zehn Teilnahmen am Giro d’Italia und zwei Teilnahmen an der Vuelta a España bestritt Domenico Pozzovivo im Jahr 2016 seine erste Tour de France, wobei er in den Helferdiensten des Franzosen Romain Bardet fuhr, der die Rundfahrt auf dem zweiten Gesamtrang beendete. Im Jahr 2017 kehrte er zum Giro d’Italia zurück, wo er den sechsten Gesamtrang belegte, bevor er seinen letzten Etappensieg als Profi bei der Tour de Suisse in La Punt feierte.
Mit 35 Jahren wechselte Domenico Pozzovivo im Jahr 2018 zum Bahrain Merida Pro Cycling Team, wo er Teamkollege des mehrfachen italienischen Grand Tour-Siegers Vincenzo Nibali wurde. Nachdem er sich bei der Tour of the Alps nur dem Franzosen Thibaut Pinot geschlagen geben musste, wiederholte Pozzovivo mit Rang fünf beim Giro d’Italia seine bisherige Grand Tour-Bestleistung, ehe er Vincenzo Nibali bei der Tour de France unterstützte. Nach dem Ausscheiden seines Kapitäns ging Domenico Pozzovivo vermehrt in Fluchtgruppen und belegte auf der anspruchsvollen 16. Etappe mit Rang fünf seine beste Etappenplatzierung bei der Frankreich-Rundfahrt. Beim Giro d’Italia 2019 verpasste der zwischenzeitlich 36-jährige Italiener eine Top-10-Platzierung. Nachdem er im Spätsommer im Training von einem Auto angefahren wurde und neben Knochenbrüchen eine Lungenquetschung erlitt, erhielt er vom Team Bahrain trotz Genesung nach mehreren Operationen keinen Vertrag für die folgende Saison. Zum Jahreswechsel wurde bekannt, dass er einen Zweijahresvertrag mit dem südafrikanischen NTT Pro Cycling Team abschloss.
In der Saison 2020 die maßgeblich durch die COVID-19-Pandemie beeinflusst wurde, gab Domenico Pozzovivo die Tour de France aufgrund eines Sturzes auf, ehe er den Giro d’Italia am Ende der Saison als Elfter beendete. Den Giro d’Italia 2021 gab er wegen eines Sturzes nach der 6. Etappe auf.
Nach der Auflösung des NTT Pro Cycling Team (später Team Qhubeka NextHash) hatte der zwischenzeitlich 39-jährige Pozzovivo keinen gültigen Vertrag für das Jahr 2022. Er einigte sich jedoch mit dem belgischen Intermarché-Wanty-Gobert Matériaux auf einen Einjahresvertrag und fuhr beim Giro d’Italia 2022 als Achter zum insgesamt sechsten Mal in die Top 10 der Gesamtwertung. Im März des Jahres 2023 erhielt er einen Vertrag beim UCI ProTeam Israel-Premier Tech, musste den Giro d’Italia jedoch im Vorfeld der 10. Etappe wegen einer SARS-CoV-2-Infektion beenden.
Da er für das Jahr 2024 erneut keinen Arbeitgeber fand, stellte Domenico Pozzovivo im Oktober 2023 sein Karriereende in Aussicht. Am 25. Februar 2024 unterschrieb er jedoch einen weiteren Einjahresvertrag bei dem italienischen UCI ProTeam VF Group-Bardiani CSF-Faizanè, bei dem er im Jahr 2005 seine Karriere begonnen hatte. Am 4. Mai ging er im Alter von 41 Jahren bei seinem 18. Giro d’Italia an den Start und stellte somit den Rekord von Wladimiro Panizza ein, der die italienische Grand Tour zwischen 1967 und 1985 ebenfalls 18-Mal bestritten hatte. Pozzovivo beendete seinen letzten Giro d’Italia auf dem 20. Gesamtrang, ehe er hinter seinem 21 Jahre jüngeren Teamkollegen Giulio Pellizzari Vierter der Slowenien-Rundfahrt wurde. Sein letztes Rennen bestritt er bei der Lombardei-Rundfahrt, die er in den Jahren 2011, 2017 und 2018 in den Top 10 beendet hatte. Bei Lüttich–Bastogne–Lüttich erzielte er mit zwei fünften Plätzen in den Jahren 2014 und 2018 seine beste Platzierung bei einem Monument des Radsports.

## Berufliches und Privates
Neben dem Radsport schloss Pozzovivo 2010 ein Studium der Wirtschaftswissenschaft ab. Er bekundete Interesse für Geschichte, Politik, Technik und bekannte Sympathien für die Mitte-links-Partei Partito Democratico und den damaligen italienischen Ministerpräsidenten Mario Monti. In der Folgezeit begann er ein zweites Studium der Sportwissenschaft. Aus diesem Grund wird er von den Kollegen Dr. Pozzovivo genannt.

## Erfolge
2009
- eine Etappe Settimana Ciclistica Lombarda

2010
- eine Etappe Giro del Trentino
- Gesamtwertung und zwei Etappen Brixia Tour

2011
- eine Etappe Brixia Tour

2012
- Gesamtwertung und eine Etappe Giro del Trentino
- eine Etappe Giro d’Italia
- eine Etappe Slowenien-Rundfahrt
- Mannschaftszeitfahren Giro di Padania

2015
- eine Etappe Katalonien-Rundfahrt
- eine Etappe Giro del Trentino

2017
- eine Etappe Tour de Suisse

## Grand Tours-Platzierungen
| Grand Tour            | 2005 | 2006 | 2007 | 2008 | 2009 | 2010 | 2011 | 2012 | 2013 | 2014 | 2015 | 2016 | 2017 | 2018 | 2019 | 2020 | 2021 | 2022 | 2023 | 2024 |
| --------------------- | ---- | ---- | ---- | ---- | ---- | ---- | ---- | ---- | ---- | ---- | ---- | ---- | ---- | ---- | ---- | ---- | ---- | ---- | ---- | ---- |
| Giro d’ItaliaGiro     | DNF  | –    | 17   | 9    | –    | DNF  | DNF  | 8    | 10   | 5    | DNF  | 20   | 6    | 5    | 19   | 11   | DNF  | 8    | DNF  | 20   |
| Tour de FranceTour    | –    | –    | –    | –    | –    | –    | –    | –    | –    | –    | –    | 33   | –    | 18   | –    | DNF  | –    | –    | –    | –    |
| Vuelta a EspañaVuelta | –    | –    | –    | –    | –    | –    | –    | –    | 6    | –    | 11   | –    | DNF  | –    | –    | –    | –    | DNF  | –    | –    |